# 渡辺秀央
渡辺 秀央（渡邉 秀央、旧本名：渡邉 秀雄、わたなべ ひでお、1934年〈昭和9年〉7月5日 - 2024年〈令和6年〉7月31日）は、日本の政治家。位階は従三位、勲章は旭日大綬章。
郵政大臣（第54代）、内閣官房副長官（第3次中曽根内閣）、衆議院商工委員長、衆議院議員（6期）、参議院経済産業委員長、参議院議員（2期）、新党改革最高顧問、改革クラブ代表、自由民主党全国組織委員長、日本ミャンマー協会会長、同理事長などを歴任。

## 来歴・人物
新潟県栃尾市（現・長岡市）出身。東京都立目黒高等学校、拓殖大学政経学部卒業。中曽根康弘の秘書を務める。
1976年（昭和51年）の第34回衆議院議員総選挙に、旧新潟3区（定数5）から自民党公認で立候補し初当選。
1986年（昭和61年）7月22日、第3次中曽根内閣において内閣官房副長官に就任。
1987年（昭和62年）、ビルマ連邦社会主義共和国（現・ミャンマー）の軍事政権の首脳が東京を訪れる。内閣官房副長官としてビルマの要人を迎えたときから渡辺と同国との縁が生まれる。アウンサンスーチーが1989年7月に自宅軟禁された際も中曽根康弘は渡辺に対し、日本とミャンマーの非公式のつながりを強めるよう求めた。
1991年（平成3年）11月、郵政大臣に就任。
1993年（平成5年）の総選挙で自民党は渡辺、桜井新、村山達雄の3人に公認を出した。星野行男は自民党を離党し新生党公認で立候補した。そのほか田中眞紀子が無所属で立候補した。7月18日に投票が行われ、田中がトップ当選を果たした。渡辺は次点で落選。5位当選の村山とはわずか276票差であった。
小選挙区制が導入された1996年（平成8年）の総選挙には新潟4区から無所属で立候補し次点で落選。その後、自民党を離党し、翌1997年（平成9年）に新進党へ入党。
1998年（平成10年）、第18回参議院議員通常選挙に自由党公認で立候補し、比例名簿4位で初当選した。
新潟県では保守層にも一定の影響力があり、小泉旋風により自民党が圧勝した2005年の第44回衆議院議員総選挙において県内における自民党の躍進を食い止めた（6選挙区中、小選挙区4・比例1）。

### 反小沢の筆頭
民由合併による自由党の疑惑ともされる資産整理を小沢と幹事長であった藤井裕久が中心で行い、党選挙対策委員長であった渡辺は関与できなかった
2007年（平成19年）4月、息子の渡邉祐介が新潟県議会議員選挙に見附市選挙区から民主党公認で立候補するも、自民党現職の早川吉秀に僅差で敗れ落選。
同年5月14日の参議院本会議で、国民投票法案の与党案採決（ボタン投票）に際し、党議拘束に造反、賛成にまわる。翌日党として郡司彰参院国対委員長から、厳重注意処分が下された。
同年（平成19年）7月29日の第21回参議院議員通常選挙で、渡辺は新潟県選挙区において自由党出身の森裕子ではなく黒岩宇洋を支援したが、結果は小沢や田中真紀子の支援を得た森が当選し、黒岩は落選した。
2008年（平成20年）4月9日の日本銀行副総裁人事でも党方針に反して大江康弘、藤原正司と共に政府提案に賛成票を投じ、厳重注意処分を受けた。5月12日にも党方針に反して道路財政特別措置法に賛成し、大江と共に党員資格停止3カ月の処分を受けた。

### 改革クラブから新党改革へ
2008年（平成20年）8月28日に民主党を離党する事を発表した。渡辺は同調して離党を表明した大江康弘らとともに「改革クラブ」を結成、自らが代表に就任した。これにより「反党行為」として、渡辺は大江とともに民主党を除籍処分となった。2010年（平成22年）4月23日に改革クラブは党名を新党改革に変更し、自身は最高顧問に就任した。
改選となる2010年（平成22年）7月の第22回参議院議員通常選挙へは立候補せず、政界から引退した。
2010年（平成22年）秋の叙勲において旭日大綬章を受章する。

### 日本ミャンマー協会を設立
2011年（平成23年）3月、ミャンマーの大統領にテイン・セインが就任。ミャンマーは半世紀ぶりに民政が敷かれることとなった。同年10月21日、テイン・セインは公邸での晩餐後、渡辺と会談し、「ヤンゴン近郊のティラワ経済特区を日本が開発しないか。ただし資金は日本が用意する条件で」と提案した。東京に戻った渡辺は玄葉光一郎外務大臣と接触し、「年内に外相が正式にミャンマーに行き、ティラワの提案について具体的に検討しますと言うべきだ。そうしなかったら日本のものにならない」と伝えた。また、枝野幸男経済産業大臣に対し、仙谷由人元官房長官とともにミャンマーを早いうちに訪問するよう説得した。
同年12月、日本ミャンマー協会を設立し、会長・理事長に就任した。息子の渡邉祐介は同協会の常務理事・事務総長に就いた。
2012年（平成24年）4月、日本政府は円借款によるミャンマーへの債権約3千億円を放棄して、新たな円借款を出すことを決定。渡辺は同年7月25日に首都ネピドーで行われたティンナインテイン国家計画経済開発相と日本の経済産業省幹部の会談に同席。続いて7月26日、仙谷由人とテイン・セイン大統領の会談にも同席した。1年弱のあいだに日本は官民で少なくとも180億ドル規模の支援、投資、債権放棄を行うことを決めた。さらにティラワとは別の経済特区ダウェイの開発に対し、官民で最大32億ドルを融資することも決まった。
2021年（令和3年）1月18日、ネピドーでアウンサンスーチー国家顧問と会談。1月下旬にはミャンマー国軍総司令官のミン・アウン・フラインと会談し、フラインとは日本の自衛隊とミャンマー国軍の「関係促進」について話し合った。ところがそれから数日後の2月1日、フライン率いる国軍はウィンミン大統領、アウンサンスーチー国家顧問らの身柄を拘束し、クーデターを起こした。
2022年（令和4年）5月、ミャンマーを訪れ、国軍が労働相に任命したミィンチャインと面会し、技能実習生の増加に向けた協会の関与などを話し合った。会合には内閣官房インド太平洋チームの安藤晴彦内閣審議官も同席した。同年6月、日本ミャンマー協会の理事会で　「海外でデモをやっている人たちのほうが楽をしている」と述べるなど、国軍擁護の発言を繰り返した。7月8日に安倍晋三が射殺されると、ミン・アウン・フラインから弔意文を受け取った。また、民主派活動家らの死刑執行を正当化する親書を受け取り、日本ミャンマー協会の会員に紹介した。

### 死去
2024年（令和6年）7月31日、肺炎のため、千葉県内の病院で死去した。90歳没。死没日付をもって従三位に叙された。

## 政策・主張
- 選択的夫婦別姓制度の導入に反対[30]。

## 不祥事
- 2001年の衆議院選挙に関連して、渡辺の公設第2秘書が公職選挙法違反で逮捕された[31][32]。

## 議員連盟
- 天皇陛下御即位二十年奉祝国会議員連盟（副会長・常任幹事）
- パチンコ・チェーンストア協会（政治分野アドバイザー）